# Les Damnés du passé
Pour plus de détails, voir Fiche technique et Distribution.
Les Damnés du passé est un film américain réalisé par Richard Governor, sorti en 1988.

## Synopsis
L’histoire commence par une jeune femme qui fuit son mariage en prenant la route au volant d’une voiture rouge. Plus loin, elle descend de voiture et voit un nuage de fumée qui se dirige vers elle. On entend des bruits de galop de chevaux qui avancent droit dans sa direction, et on l'enlève, bien qu'elle essaie de lutter en s’accrochant à sa voiture.
L'inspecteur Langley part à sa recherche. Sur la route, dans son camion, Langley (Franc Luz) est attaqué par un homme armé, sur un cheval noir. Puis, ce Devlin (dont Langley ignore le nom) disparaît soudainement, tel un fantôme. Soudain, de manière inexpliquée, le camion de Langley prend feu. Il continue alors sa route à pied. Il aperçoit une pierre tombale. Langley approche ses mains, mais l’homme décédé lui saisit les deux mains et lui dit qu’il est le seul à pouvoir sauver cette ville, sinon son destin va se terminer très mal. Langley trouve un insigne de shérif sur le cadavre, et le garde sur lui.
Langley continue sa route. Tout se complique, avec de nombreux événements étranges, comme des fantômes qui apparaissent puis disparaissent, ou encore un aveugle inquiétant qui devine les cartes sans les voir. Langlay continue d’enquêter sur la disparition de la jeune femme et se rend chez un forgeron. Sa fille Etta fait vite connaissance avec Langley.
Plus tard, Langley fait un cauchemar qui se déroule dans le passé (des visions dans le passé) : un homme, appelé Harper (Blake Conway), veut en finir une fois pour toutes avec Devlin. Harper tire sur le visage de Devlin (Jimmie F. Skaggs). Ensuite, Harper est enterré vivant et meurt. La ville n’a plus jamais connu le repos. La mort de Harper doit être vengée. Devlin doit être éliminé pour que la ville puisse enfin disparaître. Langley, toujours dans sa terrible vision, voit Etta (Laura Schäfer) prendre l’arme de Harper au sol et s’enfuir. Langley se réveille en sursaut avec Etta juste à côté de lui. Il sait que tout ce qu’il a vu dans ce rêve est réellement arrivé. Il a vu Etta prendre l’arme d'Harper. Abattu par cette scène d’horreur, Langley sait maintenant tout ce qui s'est passé à propos de la mort de Harper. Etta lui donne alors l’arme d'Harper en disant qu’elle ne l’a pas volé, mais comme Langley a vu dans son rêve Etta prendre cette arme, il doute de l’honnêteté de la jeune fille. Comment Etta peut-elle être là aujourd'hui si elle était dans son rêve ? Etta lui explique en quelques mots ce qui s'est passé. Par la suite, Langley veut savoir le nom de ce démon. Etta refuse car elle a peur qu’il l’entende, mais Langley la rassure et lui dit qu’elle n’a pas à s’en faire, qu’il est là pour la protéger. Avec hésitation, elle finit par lui donner le nom de « Devlin ».
Un peu plus tard, Langley revoit le forgeron et le remercie. Le forgeron espère que Langley est meilleur tireur que Devlin, car dans le cas contraire il en subira les conséquences. Devlin apprend tout ce que le forgeron a fait pour Langley et veut alors l'abattre. Puis, Langley rencontre Grace. Il sait qu’elle connaît Harper. Soudain, il aperçoit une affiche avec Kate (Catherine Hickland), la femme disparue qu’il recherche depuis le début. Grace lui apprend que cette femme est leur chanteuse. Langley suspecte Devlin d’avoir kidnappé la jeune femme et veut savoir où Devlin se trouve. Peu après, Devlin arrive avec cette chanteuse et insiste pour qu'elle chante. Mais Langley intervient pour que Devlin laisse la femme en paix. Devlin lui dit que "s'il le cherche", ça se passera dans la rue. Langley décide de le provoquer en duel, mais impossible d'éliminer Devlin. Grace lui dévoile alors le secret pour abattre le gang de Devlin. Cependant, Devlin sait tout ce qui se dit. Lorsque Langley revoit Kate, celle-ci est en pleurs et terrifiée par tout ce que Devlin et ses hommes lui ont fait subir. Elle sait que même si elle s’enfuit, ils la rattraperont. L’inspecteur Langley essaie de la rassurer quand soudain ils entendent un cri et se précipitent dans sa direction. Etta a été assassinée, ainsi que le forgeron. Langley, qui s'était promis de la protéger, est rongé par la culpabilité.
Puis, ils se rendent à l’église où Kate trouve le cadavre du prêtre de l’église, sûrement assassiné par Devlin. Un homme, qui veut du mal à Langley, se poste à la fenêtre de l’église. L’inspecteur réagit immédiatement et lui tire au visage. Devlin, qui est en colère, se rappelle que quelqu'un lui a dit que seule leur arme pouvait les éliminer. Il part donc à la recherche de cette personne qui lui a transmis cette information. Il pense que c'est Grace et n’apprécie pas du tout. Surtout lorsqu’il apprend que Langley a réussi à atteindre un de ses hommes. Kate et Langley préparent d'autres munitions pendant que Devlin et ses hommes se rendent à l’église pour faire une « petite visite » à Langley. Lorsque Devlin et ses hommes arrivent pour entrer à l’intérieur de l'église, Langley et Kate en profitent pour les contourner en sortant à l’extérieur. Il leur ont préparé un piège. Lorsque les hommes de Devlin se rendent à l’intérieur de l’église, une explosion se déclenche et tous brûlent, ce qui provoque la colère de Devlin. Un peu plus loin, Langley et Kate s’aperçoivent que Grace ainsi que la vieille aveugle ont été assassinées par Devlin.
Ils sortent et voient Devlin. Langley tire sur lui, mais cela ne semble pas l'affecter. Devlin, lui, a oublié que son fusil ne tirait que 5 coups. Pendant ce temps, l’inspecteur Langley lui tire dessus. Devlin s’écroule au sol, mais se relève. Langley réagit en lui plantant l'insigne du shérif au visage. Devlin s’écroule, son corps se décompose et le village disparaît.

## Fiche technique
- Titre original : Ghost Town
- Titre : Les Damnés du passé
- Réalisation : Richard Governor
- Scénario : Duke Sandefur, David Schmoeller
- Musique : Harvey R. Cohen
- Production : Timothy D. Tennant, Charles Band (producteur délégué)
- Genre : thriller, horreur, action
- Durée : 85 minutes
- Date de sortie : 11 novembre 1988 (USA)

## Distribution
- Franc Luz : Langley
- Jimmie F. Skaggs : Devlin
- Catherine Hickland : Kate
- Penelope Windust : Grace
- Bruce Glover : l'aveugle
- Zitto Kazann : le forgeron
- Laura Schaefer : Etta
- Blake Conway : Harper
- Michael Alldredge : Bubba
- Ken Kolb : Ned
- Will Hannah : Billy
- Edward Gabel : Cletus
- Henry Max Kendrick : Weasel
- James Oscar Lee : Jake
- Charles Robert Harden : Thomas